# Kara Fatma
Kara Fatma (ur. 1888 w Erzurum, zm. 2 lipca 1955 w Stambule) – turecka podporucznik armii tureckiej, bohaterka wojny o niepodległość Turcji.

## Życiorys
Była córką Yusufa Aği. Jej mąż zginął w czasie I wojny światowej na froncie kaukaskim. W 1919 wyjechała do Sivas, gdzie odbywał się kongres narodowy, zwolenników Mustafy Kemala Paszy (późniejszego Atatürka). Za zgodą Mustafy Kemala przyjęto ją do wojska, choć wcześniej kobiet nie spotykano w armii tureckiej. Przyjęła imię, nawiązujące do legendarnej kobiety, która w czasie wojny krymskiej pojawiła się pod Stambułem, na czele 2000 ochotników by bronić zagrożonej przez Rosjan stolicy. W armii tureckiej Kara Fatma otrzymała stopień kaprala i zadanie sformowania oddziału milicji. W jej oddziale znalazło się 700 ludzi, w tym 43 kobiety. Jej oddział wziął udział w wojnie z Grecją, walcząc w rejonie Bursy, a następnie na froncie izmirskim. Dwukrotnie wzięta do niewoli przez Greków, dwukrotnie udało się jej uciec. 9 września 1922 dowodzony przez nią oddział wkraczał jako pierwszy do wyzwolonego Izmiru. Wojnę ukończyła w stopniu podporucznika.
Po zakończeniu wojny przeszła w stan spoczynku i utrzymywała się z zasiłku przyznanego jej przez turecki Czerwony Półksiężyc. W 1933 dziennikarz przygotowujący o niej artykuł znalazł ją w b. rosyjskim klasztorze w Stambule, gdzie żyła w skrajnej nędzy. W 1944 wydała swoje pamiętniki pt. Üsteğmenlik maaşımı ne için Kızılay’a terkettim. Zmarła w domu pomocy społecznej Darülaceze (Stambuł), gdzie spędziła ostatnie lata swojego życia.
Za udział w wojnie o niepodległość została uhonorowana Medalem Niepodległości.

## Pamięć
W 1966 został zrealizowany przez telewizję turecką film fabularny Kara Fatma (reż. Nuri Akıncı). Rolę tytułową zagrała Sevda Ferdağ. W 2013 ukazała się biografia Kara Fatmy, pióra İlknura Bektaşa.